# Mall de Dubai

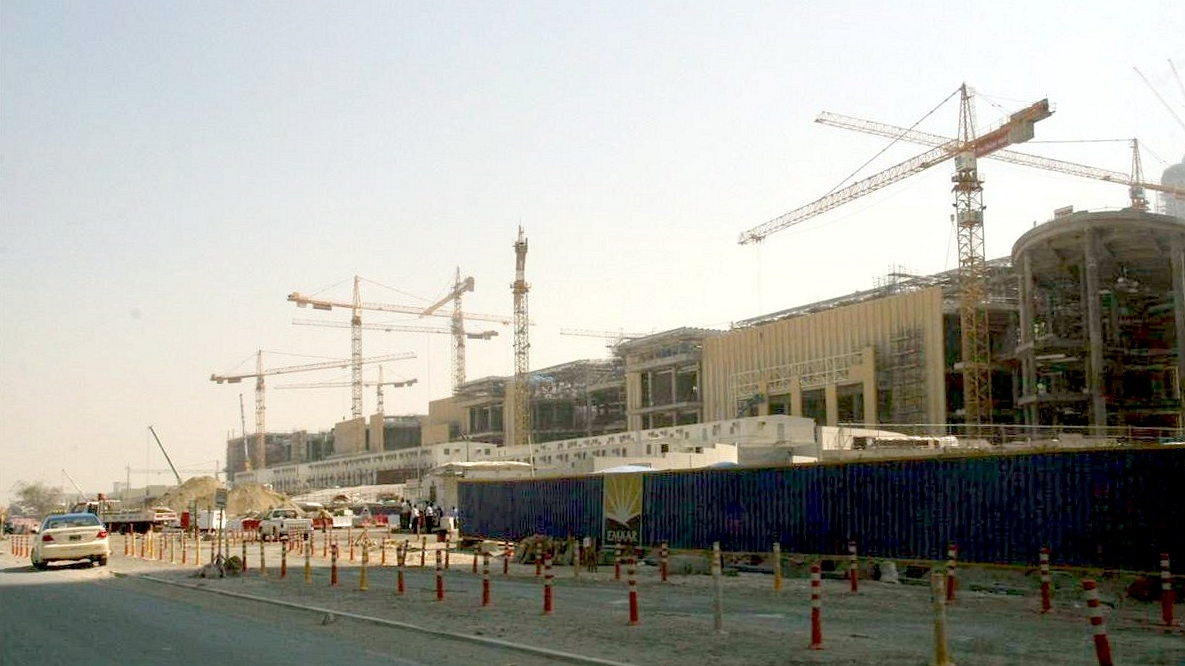
Mall en construcció

El Mall de Dubai és un gran centre comercial a la ciutat de Dubai als Emirats Àrabs Units, a la zona anomenada Nou Dubai, entre la ciutat i Jebel Ali.
És el segon mall més gran del món després del Mall d'Iran i el 26è centre comercial més gran del món, amb una superfície total de 502.000 m². Forma part del complex anomenat Downtown Dubai adjacent a l'icònic Burj Khalifa i inclou 1200 comerços. El 2011 va ser la construcció més visitada del planeta, amb 54 milions de visitants l'any.